# Dom Pérignon (lied)
Dom Pérignon is een lied van het Nederlandse rapduo Qlas & Blacka in samenwerking met rappers Henkie T, Murda en Jonna Fraser. Het werd in 2020 als single uitgebracht en stond in 2021 als 21e track op het album Jongetjes uit Zuid van Qlas & Blacka. 

## Achtergrond
Dom Pérignon is geschreven door Cheneydo Zunder, Dyshendro de Boer, Henk Mando, Joey Moehamadsaleh, Jonathan Jeffrey Grando, Luciano Jafari Mehrabady en Önder Doğan en geproduceerd door Chnzo en Jordan Wayne. Het is een nummer uit het genre nederhop. De titel is een verwijzing naar de champagne Dom Pérignon van champagnehuis Moët & Chandon. In het lied rapper de artiesten over geld en hun succes. Het lied was het eerste nummer dat werd uitgebracht nadat Qlas was vrijgekomen uit de gevangenis. Het lied leverde de artiesten een FunX Award van radiozender NPO FunX in de categorie Beste samenwerking op. De single heeft in Nederland de gouden status.
Het is de eerste keer dat alle artiesten samen tegelijk op een lied te horen zijn, maar onderling is er meerdere keren met elkaar samengewerkt. Zo waren Qlas & Blacka eerder al te horen met Henkie T op Niet lief. Henkie T en Jonna Fraser hadden samen de hits DomDoen en Dior money. Ten slotte waren Jonna Fraser en Murda eerder onder andere te horen op Brand new.

## Hitnoteringen
De artiesten hadden succes met het lied in Nederland. Het piekte op de dertiende plaats van de Single Top 100 en stond vijftien weken in deze hitlijst. De Top 40 werd niet bereikt; het lied bleef steken op de derde plaats van de Tipparade.